# Capriata d'Orba
Capriata d'Orba és un municipi situat al territori de la província d'Alessandria, a la regió del Piemont (Itàlia).
Limita amb els municipis de Basaluzzo, Castelletto d'Orba, Francavilla Bisio, Predosa, Rocca Grimalda, San Cristoforo i Silvano d'Orba.

## Galeria

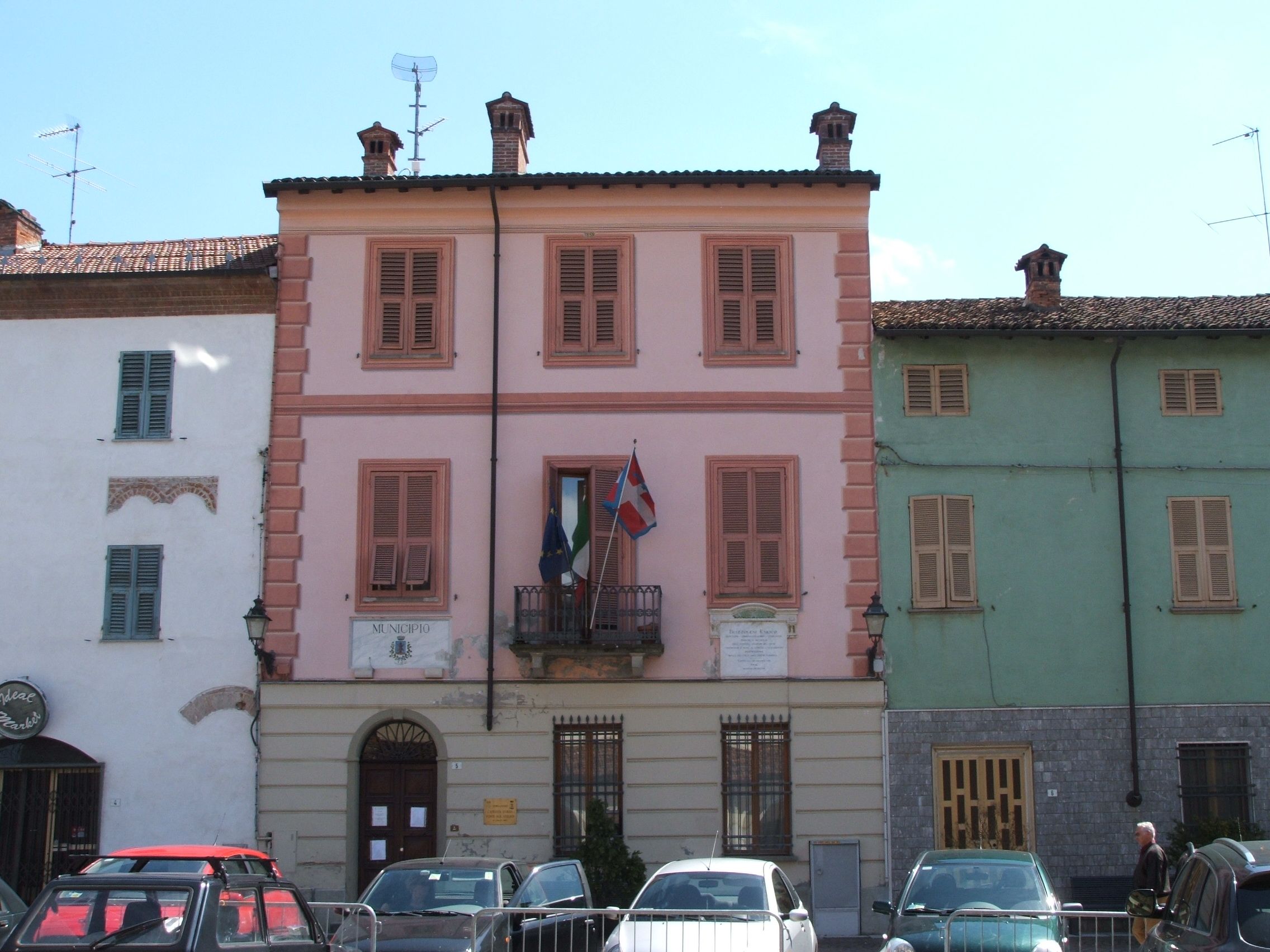
Nucli antic
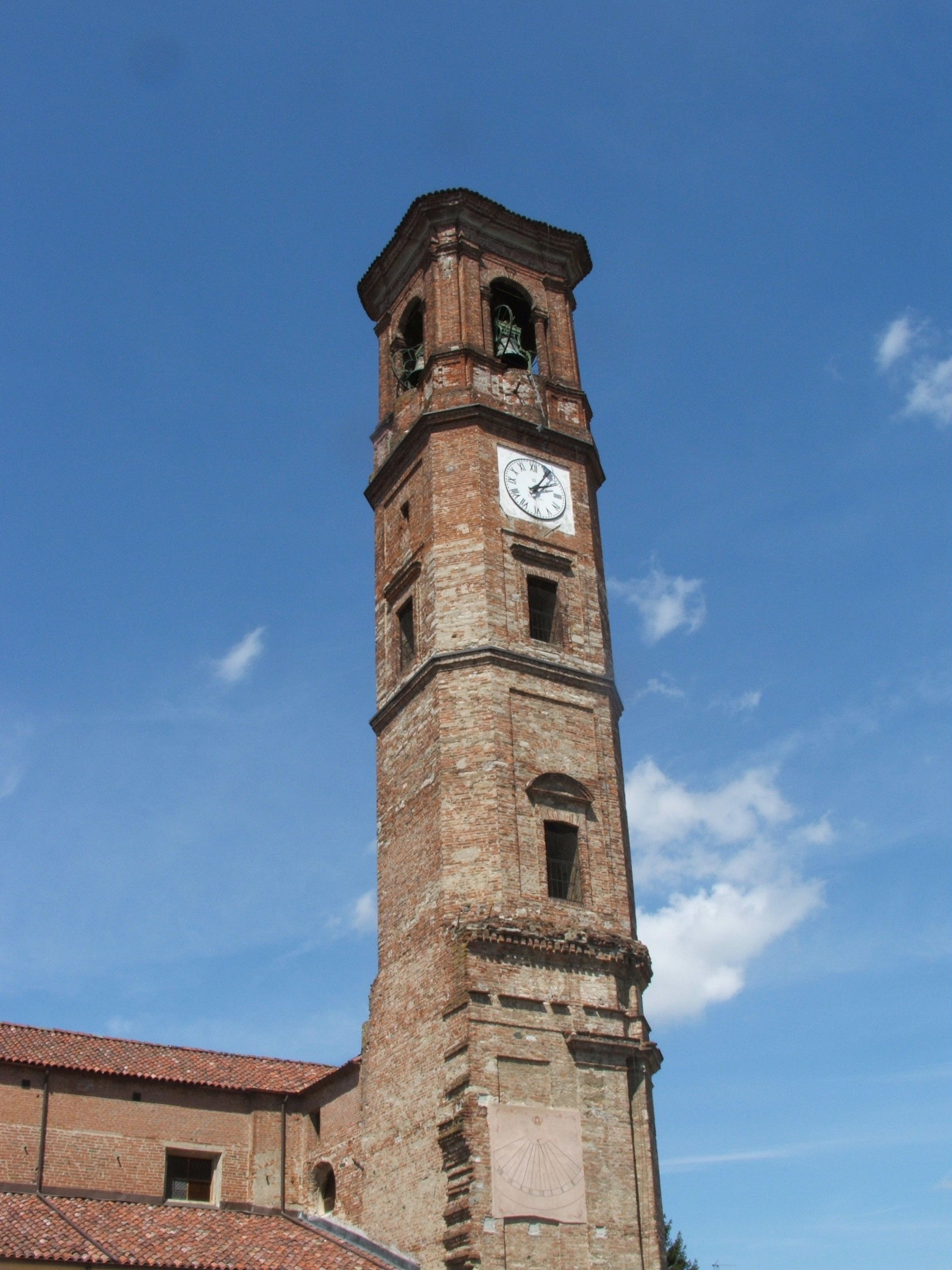
Torre del campanar
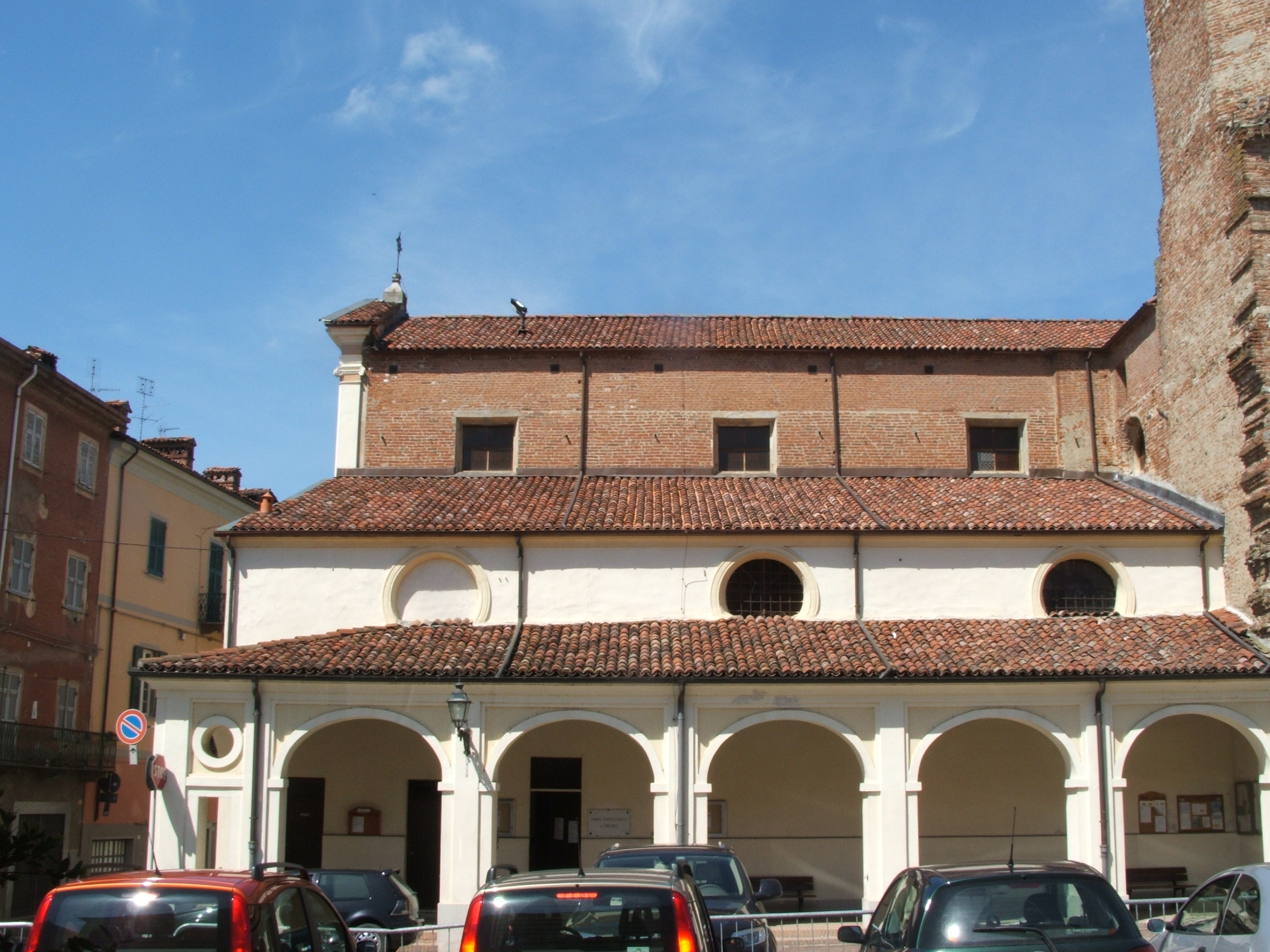
Portics
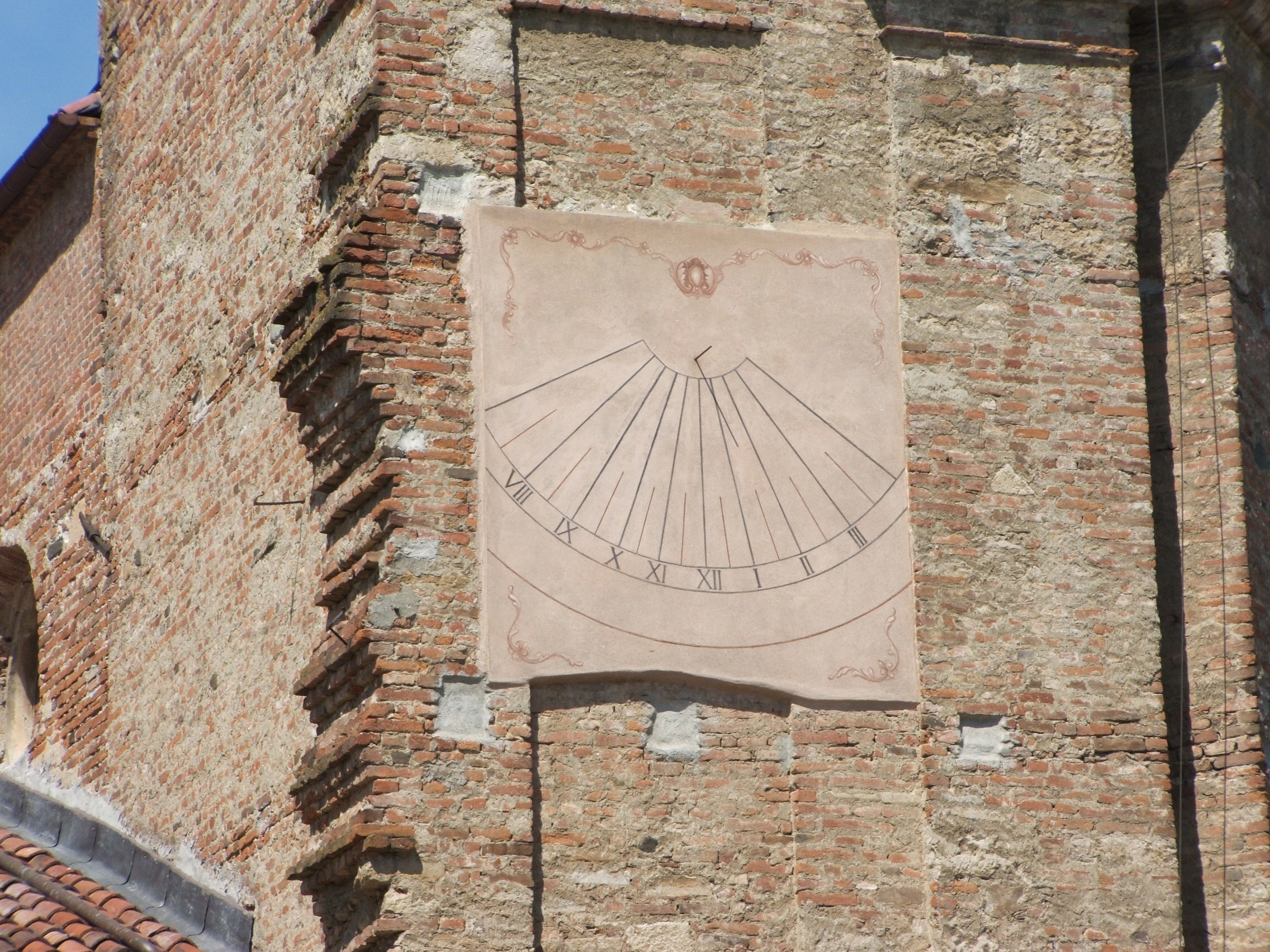
Meridiana
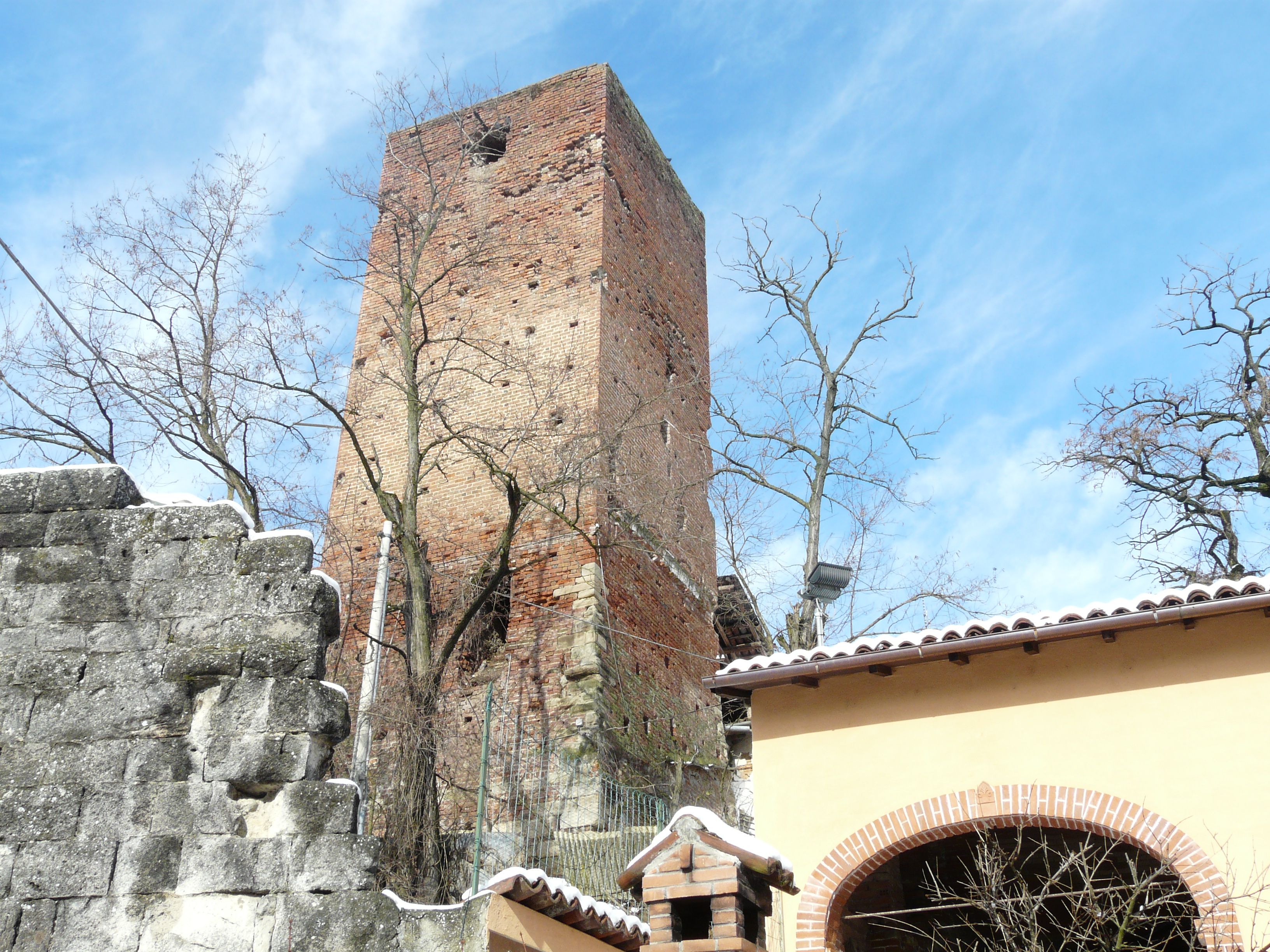
La Torre del Castelvecchio